# Signiphoridae
Famille
Les Signiphoridae (signiphoridés en français) forment une famille d'insectes hyménoptères térébrants de la super-famille des Chalcidoidea.

## Morphologie
Les Signiphoridae sont de minuscules guêpes parasites d'une taille de 0,5 à 2 mm. L'aspect n'est jamais métallique, souvent d'apparence cireuse, à la surface régulière dépourvue de sculpture. Le corps est noir ou bien noir et marron, rarement noir et jaune. Les antennes comprennent de 2 à 5 (7) segments courts.
- Propodeum avec une large zone triangulaire médiane caractéristique.
- Ailes frangées avec une nervure postmarginale et un stigma réduits.
- Surface de l'aile nue, dépourvue de soies.
- Gaster fortement sessile (pas d'étranglement entre le thorax et l'abdomen)

## Taxonomie
Cette famille est numériquement peu importante, ne comprenant que 75 espèces réparties en 4 genres :
- Chartocerus Motschulsky 1859 (30 espèces décrites).
- Clytina Erdös 1957 (1 espèce décrite).
- Signiphora Ashmead 1880 (40 espèces décrites).
- Thysanus Walker 1840 (4 espèces décrites).

Anciennement, cette famille se dénommait "Thysanidae".
Les Signiphoridae sont phylogénétiquement proches de la famille des Aphelinidae, particulièrement de la sous-famille des Azotinae (Hym. Chalcidoidea).

### Liste des espèces (Noyes, 2001)
(E) = présence en Europe
| - Genre Chartocerus Motschulsky 1859 - Chartocerus australicus (Girault 1913) - Chartocerus (Chartocerus) australiensis (Ashmead 1900) - Chartocerus axillaris De Santis 1973 - Chartocerus beethoveni (Girault 1915) - Chartocerus conjugalis (Mercet 1916) (E) - Chartocerus corvinus (Girault 1913) - Chartocerus dactylopii (Ashmead 1900) - Chartocerus delicatus (Girault 1933) - Chartocerus elongatus (Girault 1916) (E) - Chartocerus fimbriae Hayat 1970 - Chartocerus fujianensis Tang 1985 - Chartocerus funeralis (Girault 1913) - Chartocerus gratius (Girault 1932) - Chartocerus hebes (Girault 1929) - Chartocerus hyalipennis Hayat 1970 - Chartocerus intermedius Hayat 1976 - Chartocerus kerrichi (Agarwal 1963) - Chartocerus kurdjumovi (Nikol'skaya 1950) (E) - Chartocerus musciformis Motschulsky 1859 - Chartocerus niger (Ashmead 1900) (E) - Chartocerus novitzkyi (Domenichini 1955) (E) - Chartocerus philippiae (Risbec 1957) - Chartocerus ranae (Subba Rao 1957) - Chartocerus reticulatus (Girault 1913) - Chartocerus rosanovi Sugonjaev 1968 - Chartocerus ruskini (Girault 1921) - Chartocerus simillimus (Mercet 1917) (E) - Chartocerus subaeneus (Förster 1878) (E) - Chartocerus thusanoides (Girault 1915) - Chartocerus walkeri Hayat 1970 | - Genre Clytina Erdös 1957 - Clytina giraudi Erdös 1957 (E) - Genre Thysanus Walker 1840 - Thysanus ater Walker 1840 (E) - Thysanus melancholicus (Girault 1913) - Thysanus nigrellus (Girault 1913) - Thysanus rusti Timberlake 1924 - Genre Signiphora Ashmead 1880 - Signiphora aleyrodis Ashmead 1900 - Signiphora aspidioti Ashmead 1900 - Signiphora bifasciata Ashmead 1900 - Signiphora borinquensis Quezada, DeBach & Rosen 1973 - Signiphora caridei Brèthes 1914 - Signiphora citrifolii Ashmead 1880 - Signiphora coleoptrata (Kerrich 1953) - Signiphora coquilletti Ashmead 1900 - Signiphora desantisi De Santis 1938 - Signiphora dipterophaga Girault 1916 - Signiphora euclidi Girault 1935 - Signiphora fasciata Girault 1913 - Signiphora fax Girault 1913 - Signiphora flava Girault 1913 - Signiphora flavella Girault 1913 - Signiphora flavopalliata Ashmead 1880 - Signiphora frequentior (Kerrich 1953) - Signiphora giraulti Crawford 1913 - Signiphora hyalinipennis Girault 1913 | - - Signiphora insularis (Dozier 1933) - Signiphora longiclava Girault 1917 - Signiphora louisianae (Dozier 1933) - Signiphora lutea Rust 1913 - Signiphora maculata Girault 1913 - Signiphora magniclavus (Dozier 1933) - Signiphora maxima Girault 1913 - Signiphora merceti Malenotti 1917 (E) - Signiphora mexicana Ashmead 1900 - Signiphora noacki Ashmead 1900 - Signiphora perpauca Girault 1915 - Signiphora polistomyiella Richards 1935 - Signiphora pulcher Girault 1913 - Signiphora rectrix Girault 1915 - Signiphora rhizococci Ashmead 1900 - Signiphora thoreauini Girault 1916 - Signiphora townsendi Ashmead 1900 - Signiphora tumida De Santis 1973 - Signiphora unifasciata Ashmead 1900 - Signiphora xanthographa Blanchard 1936 - Signiphora zosterica (Kerrich 1953) |

## Biologie
C'est une famille de répartition cosmopolite, avec une richesse plus particulière en zone néotropicale, la faune européenne ne recelant que 10 espèces (l'Argentine en possède 16).
Les Signiphoridae sont pour quelques-uns des endoparasitoïdes d'insectes sternorrhynques hémiptères cochenilles, d'Aleyrodidae ainsi que d'Aphidoidea et de Psylloidea.
D'autres espèces sont parasitoïdes de pupes de diptères. 
La plupart sont hyperparasitoïdes obligatoire de Chalcidoidea, en particulier d'Encyrtidae. La plupart sont des endoparasitoïdes solitaires, peu sont ectoparasitoïdes.
Les Signiphoridae n'ont été que rarement utilisés en lutte biologique, du fait de leur hyperparasitisme.